# もうすぐ高校生活
『もうすぐ高校生活』は、2016年9月28日に発売された井出ちよののソロデビューアルバム。OTOTOYで8月22日から先行配信が開始された。

## 解説
2016年8月15日に新宿LOFTで行われた3776サードワンマンライブ「盆と3776が一緒に来るよ！」で「ゲストの井出ちよの」として『ハートの五線譜』『 ギャル子大ピンチ!』『カードリーダー』『授業は今日も』『さらば高校生活』の5曲が披露され、井出ちよののソロデビューとアルバムの発売が発表された。

## もうすぐ高校生 E.P.(アナログ)
サードワンマンライブ「盆と3776が一緒に来るよ！」の会場物販から『体調管理のために』『ギャル子大ピンチ!』『カードリーダー』『ラジオネーム』の4曲入りの12インチアナログ版が先行発売された。

## 収録曲
1. もうすぐ高校生活～Introduction
2. ハートの五線譜
3. 体調管理のために
4. ギャル子大ピンチ!
5. カードリーダー
6. 台風一過
7. 授業は今日も
8. ラジオネーム
9. 部活引退の次にすること
10. さらば高校生活